# Who’s Laughing Now
«Who's Laughing Now» (рус. «Кто теперь смеётся?») — песня британской певицы Jessie J из её дебютного альбома Who You Are. Песня была написана Jessie J, Джорджем  Асташио, Джейсоном Пебвортом, Джоном Шейвером и Кайли Абрахам. Продюсерами выступили The Invisible Men, Parker & James. Песня была выпущена в качестве четвертого сингла из альбома Who You Are.

## О песне
Лирика песни рассказывает о гордости Джесси за её достижения в музыкальной индустрии, после всех школьных издевательств.
В интервью газетеThe Sun Джесси сказала, что песня является её насмешкой над людьми, которые над ней издевались и не верили в её успех в шоу бизнесе. Эрик Хендерсон высказал мнение, что песня является ответным ударом обидчикам из прошлого.
Песня получила смешанные отзывы. Большинство критиков отрицательно оценили её, назвав композицию «издевательской».
Видео на песню было выпущено 10 августа 2011 года. Режиссёром клипа выступил Эмиль Нова. В клипе Джесси исполнила роль учительницы, уборщицы, служащей столовой. Роль маленькой Джесси исполнила Адрианна Бертола.
Джесси исполняла Who's Laughing Now на таких концертах как: Glastonbury Festival и  Radio One Big Weekend. Она также исполнила песню на шоу Alan Carr: Chatty Man 5 августа 2011 года. В 2012 году Джесси исполнила песню на Radio 1 Hackney Weekend.

## Список композиций
UK CD single / Digital EP
1. «Who's Laughing Now» — 3:55
2. «Who's Laughing Now» (DJ Fresh Remix) — 4:16
3. «Who's Laughing Now» (Xaphoon Remix) — 3:52
4. «Who's Laughing Now» (Live at Shepherd's Bush Empire) — 4:57
5. «Abracadabra» — 3:50

## Чарты
| Chart (2011)                      | Peak position |
| --------------------------------- | ------------- |
| Бельгия/Фландрия (Ultratip)       | 9             |
| Ирландия (IRMA)                   | 28            |
| Великобритания (UK Singles Chart) | 16            |